# 勞斯萊斯/斯奈克瑪 奧林帕斯593
奥林匹斯593（英語：Olympus 593）是一种带加力燃烧室的涡轮喷气发动机，仅供协和飞机使用。奥林匹斯593型最早于1960年代由英国的布里斯托·西德利发动机有限公司（Bristol Siddeley Engines Ltd）和法国的斯奈克玛公司联合研制，随着劳斯莱斯公司于1966年收购了布里斯托·西德利公司，奥林匹斯593型发动机也成为劳斯莱斯旗下的产品之一。
奥林匹斯593型发动机是上一代奥林匹斯发动机（Olympus）的衍生产品，专门为协和飞机长时间进行超音速巡航而设计，曾是当时世界上推力最大涡喷发动机，每具可产生多达18.7吨的推力，同时也是西方国家唯一一种带有加力燃烧室的民用涡喷发动机。在实际应用中，奥林匹斯593型的设计被证明是成功的，能够满足协和飞机持续数小时以2马赫速度巡航的需要。尽管这种发动机耗油量巨大，但在2马赫速度进行超音速巡航的环境下，奥林匹斯593型实际上是世界上效率最高的涡轮喷气发动机。

## 型号
- 奥林匹斯593
  - 原始设计，净推力20,000磅（89千牛）、加力推力30,610磅（136千牛）
- 奥林匹斯593-22R
  - 协和飞机原型机使用，净推力34,650磅（154千牛）、加力推力37,180磅（165千牛）
- 奥林匹斯593-610-14-28
  - 批量生产型，协和飞机量产机使用，净推力32,000磅（142千牛）、加力推力38,050磅（169千牛）

## 参看
- 奥林匹斯发动机
- 协和飞机